# رنو گارسیا فون
رنو گارسیا فون (به فرانسوی: Renaud Garcia-Fons) موسیقی‌دان و نوازندهء کنترباس
فرانسوی است. او در سال ۱۹۶۲ در یکی از نواحی شهر پاریس زاده شد. چیرگی او بیشتر در نواختن کنترباس پنج سیمی است.

## آلبوم‌ها
- Légendes, 1992
- Alboreá, 1995
- Suite Andalouse, 1995
- Oriental Bass, 1997
- Fuera, 1999 with Jean-Louis Matinier
- Navigatore, 2001
- Entremundo , 2004
- Arcoluz, 2006
- La Linea Del Sur, 2009

## پیوندها
- Site officiel
- Vidéo de la pièce pour contrebasse solo Aqa Jan